# Ожерелье (туманность)

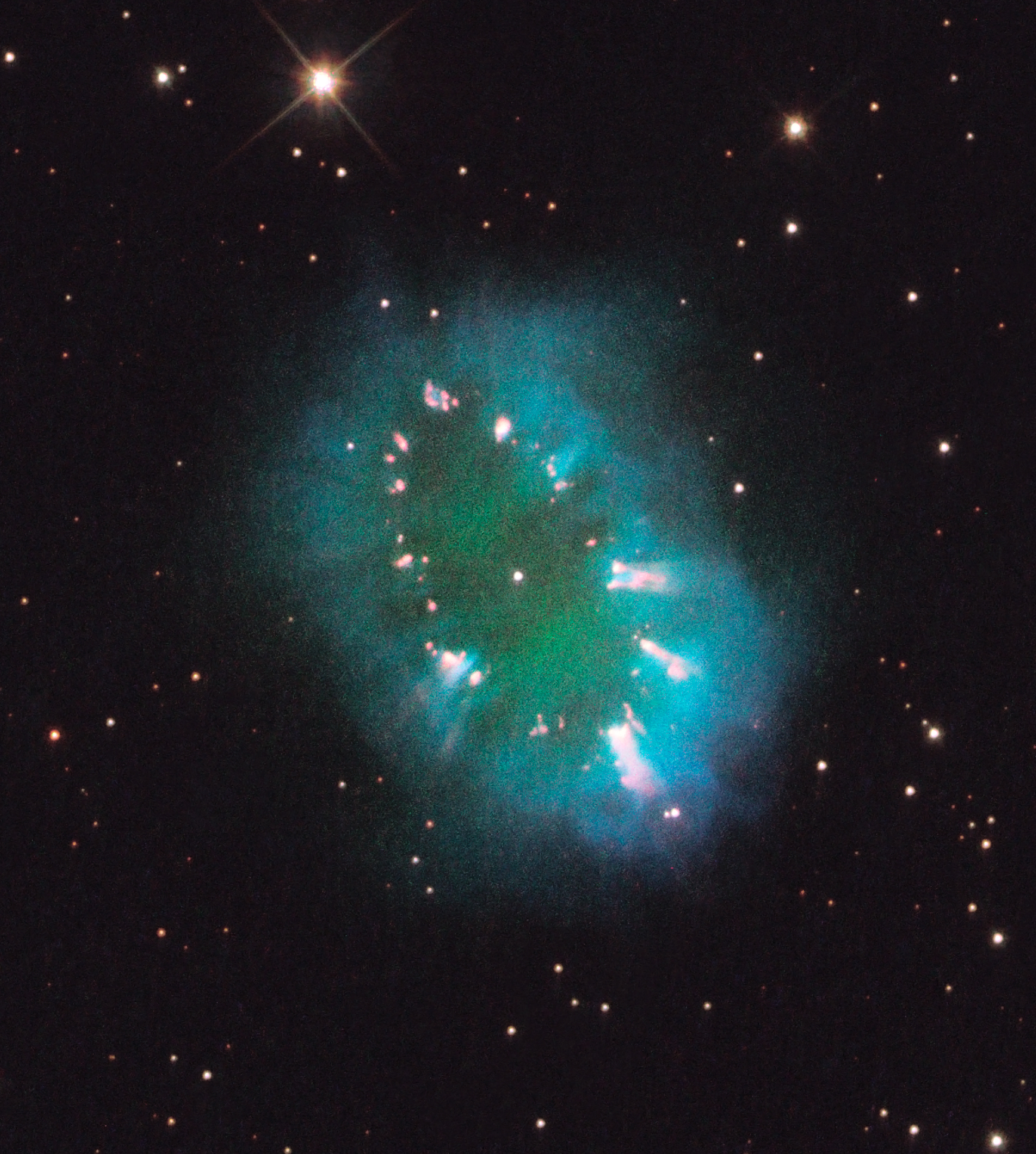
Туманность Ожерелье, изображение с телескопа Хаббл, 2 июля 2011 года. Излучение водорода показано голубым цветом, кислорода — зелёным, азота — красным.

Туманность Ожерелье (англ. Necklace Nebula, PN G054.2-03.4) — планетарная туманность диаметром 2 световых года, находящаяся на расстоянии около 15 тысяч световых лет от Солнца в созвездии Стрелы. Туманность была открыта в 2005 году в рамках обзора IPHAS, наземного обзора планетарных туманностей северной части плоскости Галактики в линии H-альфа.
Туманность Ожерелье является следствием вспышки звезды-гиганта после того, как эта звезда подошла слишком близко к солнцеподобной звезде-компаньону. Две звезды, создавшие туманность, находятся на относительно тесной орбите относительно друг друга. Период обращения равен 1,2 дня, расстояние между звёздами составляет приблизительно 5 радиусов Солнца.
Приблизительно 10000 лет назад одна из этих звёзд расширилась до размеров, при которых она начала окружать вторую звезду. Меньшая звезда продолжила обращаться по орбите внутри более крупного компонента, увеличивая скорость вращения звезды-гиганта.
Расширившаяся звезда-компаньон вращается так быстро, что большая часть газовой оболочки расширяется в космос. Вследствие центробежной силы большая часть газа уходит с экватора звезды, образуя при этом кольцо. Яркие области газа являются плотными сгустками газа в получившимся кольце.